# عزلة الانبوه الاعلى (تعز)

تعديل مصدري - تعديل

عزلة الانبوه الأعلى هي إحدى عزل مديرية المعافر في محافظة تعز اليمنية ويبلغ تعداد سكانها 3171 نسمة حسب التعداد السكاني في اليمن لعام 2004.

## روابط خارجية
- الجهاز المركزي للإحصاء بالجمهورية اليمنية
- المركز الوطني للمعلومات باليمن
- World Gazetteer:Yemen
- الدليل الشامل